# Смит, Ребекка
Ребекка Смит (англ. Rebecca Smith; род. 14 марта 2000, Ред-Дир, Альберта) ― канадская пловчиха, серебряный призёр летних Олимпийских игр 2020 в Токио в плавании на 4×100 м вольным стилем.

## Биография
Родилась 14 марта 2000 года в Ред-Дир, Альберта, Канада.
На чемпионате мира 2017 года в Будапеште Смит входил в состав команды, завоевавшей бронзовые медали в смешанном плавании 4×100 м.
Позже в 2017 году Смит также был частью команды, завоевавшей золотую медаль 4 × 200 м вольным стилем на чемпионате мира среди юниоров 2017 года в Индианаполисе. В процессе команда побила юношеский мировой рекорд и рекорд чемпионата.
В сентябре 2017 года Смит был включен в команду Канадских Игр Содружества 2018 года.
Осенью 2019 года она была членом первой Международной лиги плавания для Международного плавательного клуба Energy Standard, который выиграл командный титул в Лас-Вегасе, штат Невада, в декабре.
Четыре раза завоевывала бронзовые медали на чемпионатах мира 2017 и 2019 годах.
Весной 2020 года Смит подписал контракт с недавно сформированной командой Toronto Titans, первой и единственной канадской командой на ISL. In spring 2020, Smith signed for the newly formed Toronto Titans, the first and only Canadian team in the ISL.

## Олимпиада 2020 в Токио
В июне 2021 года она получила право представлять Канаду на летних Олимпийских играх 2020 года. Смит выиграла серебряную медаль в составе канадской команды в эстафете 4 × 100 м вольным стилем вместе с Кайлой Санчес, Мэгги Макнил и Пенни Олексяк.